# Sumu-Iamã

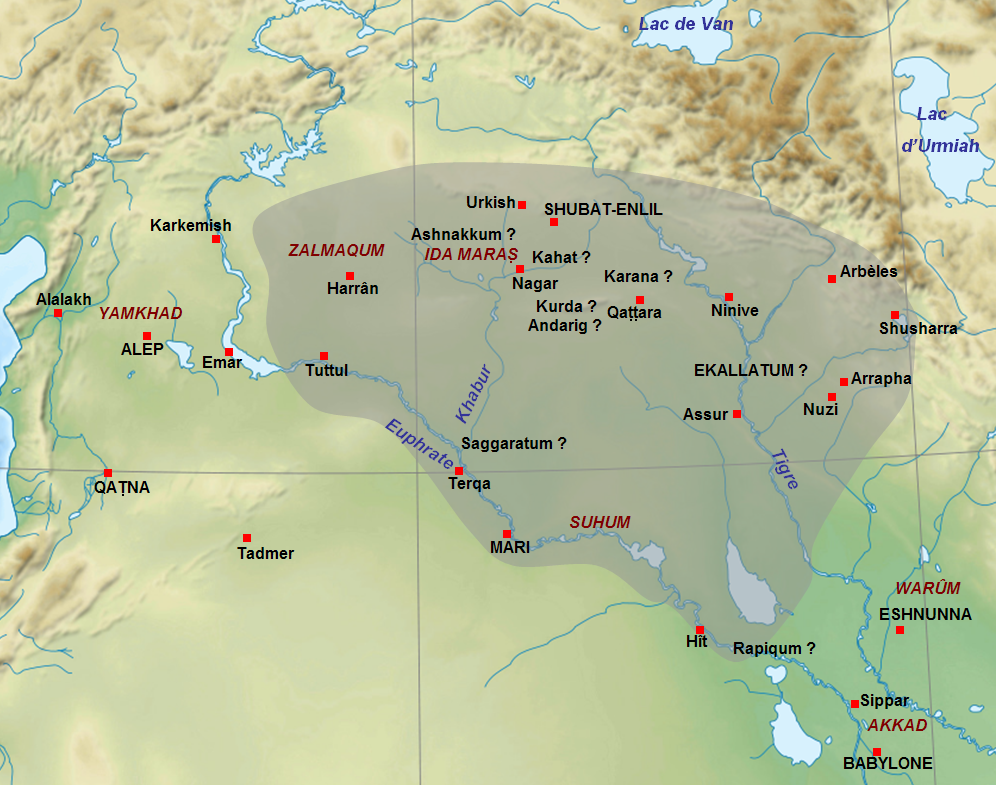
Antigo Império Assírio sob

Sumu-Iamã (r. ca. 1798-1 796 a.C. - cronologia média)[a] foi o último rei de Mari da dinastia Lim antes da dominação pelo Antigo Império Assírio. Era possivelmente filho ou irmão mais novo de Iadum-Lim, a quem assassinou em ca. 1 798 a.C. após uma derrota perante os exércitos assírios de Sansiadade I. Seu reinado foi muito breve, pois em 1 796 a.C., com a guerra ainda em curso, também seria assassinado por seus servos enquanto Sansiadade marchava à Mari. Sansiadade nomeou ao trono mariota seu filho Iasma-Adade, que casar-se-ia com a filha de Iadum-Lim.
Pelo tempo em que reinou, o Terceiro Reino Mariota estava em conflito não somente com a Assíria ao sul, mas também com o Reino de Iamade, na Síria, então dominado pelo rei Sumuepu. Para os estudiosos Trevor Bryce e William J. Hamblin, é possível imaginar que Sumu-Iamã tivesse tentado reparar as relações com os iamaditas em vista da intensa pressão dos assírios, porém seu assassinato impediu-o de concluir seus planos.
Apesar da brevidade de seu reinado e de ter sido assassinado, alguns de seus feitos foram registrados na documentação oriunda de Mari. Segundo os tabletes da cidade, em seu primeiro ano ele dirigiu-se à casa de seu pai e reconstruiu Halabe (atual Alepo), enquanto durante seus dois anos de governo ocupou-se com a construção das muralhas de Sagaratum. Também preservou-se um contrato para a venda dum terreno no qual um juramento foi realizado em nome do deus Adu (Adade), de Itur-Mer e de Sumu-Iamã.
Mari permaneceu sob julgo assírio por pouco tempo, pois em 1 776 a.C., Zinrilim, o herdeiro da casa real mariota, com apoio do rei iamadita Iarinlim I e dos Banu-Simaal (sua tribo), conseguiu derrotar Iasma-Adade e retomar o trono em Mari. Zinrilim era filho de Hadeni-[Adu] e sua esposa Adu-Duri e possivelmente era neto de Sumu-Iamã. Num fragmento datável de algum momento antes do domínio de Mari por Sansiadade, as filhas de Hadeni-[Adu] são listadas antes das de Sumu-Iamã e o estudioso Wolfgang Heimpel sugere que Hadni-Adu era filho do último.